# Shaklee Terraces
Shaklee Terraces – wieżowiec w San Francisco w Stanach Zjednoczonych. Znany jest także jako 444 Market i One Front Street. Ma 164 metrów wysokości i 38 pięter. Jego powierzchnia użytkowa jest wykorzystywana głównie na biura. Zaprojektowany został przez firmę Skidmore, Owings & Merrill, a jego budowa zakończyła się w roku 1979. W latach 1980–2000 była to światowa siedziba Shaklee Corporation, ta jednak została przeniesiona do Pleasanton na przedmieściach San Francisco.